# Белоконь, Сергей Викторович
Сергей Викторович Белоконь (укр. Сергій Вікторович Білокінь; род. 14 ноября 1977, Кривой Рог, Днепропетровская область) — украинский футболист, полузащитник. Экс-игрок юношеской и молодёжной сборной Украины, бронзовый призёр юношеского чемпионата Европы по футболу (1994).

## Клубная карьера
Сергей Белоконь — воспитанник днепропетровского УОР. В 1994 году дебютировал в составе днепропетровского «Днепра», став одним из самых молодых дебютантов в истории клуба. Однако закрепиться в «Днепре» Сергею не удалось и он продолжил свою карьеру в криворожском «Кривбассе», где довольно неплохо провел 1996 год и заслужил возвращение в Днепропетровск. Впрочем, вторая попытка закрепиться в составе также завершилась неудачей и в возрасте 20 лет Белоконь завершил футбольную карьеру, начав заниматься бизнесом.

## Выступления за сборные
В 1994 году вместе с партнёрами по юношеской сборной получил бронзовые награды юношеского Чемпионата Европы в Ирландии, проведя на турнире 4 матча и отметившись забитым мячом в ворота датчан, а также удалением в поединке с Турцией.
В 1997 году сыграл 3 матча в молодёжной сборной Украины.

## Достижения
- Бронзовый призёр Чемпионата Европы среди юношей (1): 1994
- Участвовал в «бронзовом» (1994/95) сезоне «Днепра», однако провёл мало матчей для получения медалей